# Skënder Zogu
Skënder Zogu (Davos, 3 de junho de 1933) é um autor e nobre albanês, membro da Casa de Zogu. Ele é filho do Príncipe Xhelal Zogu, meio-irmão do Rei Zog. Ele não está na linha de sucessão ao antigo trono albanês porque a lei da Albânia só reconhece os descendentes do Rei Zog e da Rainha Geraldina como membros da família real. 

## Biografia
Skënder (Alexander) Zogu nasceu, filho do príncipe Xhelal Zogu (meio-irmão de Zog I da Albânia) e Faika Minxhalliu, em 3 de junho de 1933, em Davos, Suíça.  Ele estudou na Huddersfield College of Technology, que mais tarde se tornou a Universidade de Huddersfield. Durante seu período na universidade, foi vice-presidente e depois presidente do Sindicato dos Estudantes.  Depois de se formar em Química Têxtil e de Cor, Zogu trabalhou por um período na Francolor.  Ele passou a trabalhar como gerente de vendas têxteis na KVK Danemark.
Em 9 de abril de 1961, Zogu esteve presente quando Zog I da Albânia morreu enquanto estava exilado no Hôpital Foch em Suresnes, Hauts-de-Seine, França. Zogu organizou o funeral, que aconteceu dois dias depois.  Zogu relata a morte de seu tio em um livro de memórias lançado em 2017.  O livro, Një jetë në shërbim të kombit shqiptar-kujtime mërgimi, recebeu uma crítica positiva do escritor Roland Qafoku. Qafoku escreveu: "O livro tem uma galeria de personagens sem precedentes. Com o bom, o mau, o positivo e o negativo, Skender Zogu de fato, neste livro, trouxe à tona seus melhores lados... A história da família real e o próprio reino Zog estaria incompleto sem este livro!"  Sprint News afirmou que o livro foi "Um exemplo brilhante de abordagem da verdade... Skender Zogu escreve com simplicidade e verdade sobre as experiências da época."  O livro também recebeu críticas positivas de outras fontes.  O livro foi lançado em inglês em 2020.
Em 10 de novembro de 1962, Zogu casou-se com a cidadã francesa Jacqueline Cosme. Juntos tiveram uma filha, Virginie Alexandra Geraldine Zogu, nascida em 25 de janeiro de 1963 em Compiègne, França.  Virginie casou-se com o Sr. Raphaël de Urresti, nascido em 1959. 
De 1980 a 1995, Zogu foi chefe da Corte Real da Albânia no exílio, Assessoria de Imprensa. Em 1993, regressou à Albânia depois de viver no exílio durante 54 anos. 
Em 16 de novembro de 2012, Zogu juntou-se ao Embaixador Ylljet Aliçka para repatriar os restos mortais de Zog I da França para a Albânia, onde foi colocado no mausoléu da família real. 
Zogu é conhecido por proteger o legado dos membros da família real. Em 2017, Zogu criticou o político albanês Alfred Peza, que escreveu comentários depreciativos sobre a família real. Zogu afirmou que Peza “era um homem sem cultura e sem caráter” que não teve chance de conhecer a família real ou de entrar no palácio.  Em 2018, defendeu o ex-rei contra declarações que Zog não sabia escrever em albanês.  
Zogu se aposentou em 1999.  Desde 2019, ele mora em Chantilly, França.  Ele é ativo no Partido do Movimento da Legalidade, um partido monarquista conservador na Albânia. 

## Filmografia
| Ano  | Título                          | Papel     | Ref.   |
| ---- | ------------------------------- | --------- | ------ |
| 2016 | Ora News: Debati ne Channel One | Ele mesmo | [ 18 ] |

## Honras dinásticas
- Casa de Zogu: Ordem de Skanderbeg (concedido por Leka, Príncipe Herdeiro da Albânia)
- Casa de Zogu: Ordem da Fidelidade (concedido por Leka, Príncipe da Albânia)[19]

## Ancestralidade
|  |                         |  |  |  |  |  |  |  |  |  |  |  |  |  |  |  |
|  | 8. Xhelal Paxá Zogolli  |  |  |  |  |  |  |  |  |  |  |  |  |  |  |  |
|  |                         |  |  |  |  |  |  |  |  |  |  |  |  |  |  |  |
|  |                         |  |  |  |  |  |  |  |  |  |  |  |  |  |  |  |
|  | 4. Xhemal Paxá Zogu     |  |  |  |  |  |  |  |  |  |  |  |  |  |  |  |
|  |                         |  |  |  |  |  |  |  |  |  |  |  |  |  |  |  |
|  |                         |  |  |  |  |  |  |  |  |  |  |  |  |  |  |  |
|  | 9. Ruhije Alltuni       |  |  |  |  |  |  |  |  |  |  |  |  |  |  |  |
|  |                         |  |  |  |  |  |  |  |  |  |  |  |  |  |  |  |
|  |                         |  |  |  |  |  |  |  |  |  |  |  |  |  |  |  |
|  | 2. Príncipe Xhelal Zogu |  |  |  |  |  |  |  |  |  |  |  |  |  |  |  |
|  |                         |  |  |  |  |  |  |  |  |  |  |  |  |  |  |  |
|  |                         |  |  |  |  |  |  |  |  |  |  |  |  |  |  |  |
|  | 5. Melek Zogu           |  |  |  |  |  |  |  |  |  |  |  |  |  |  |  |
|  |                         |  |  |  |  |  |  |  |  |  |  |  |  |  |  |  |
|  |                         |  |  |  |  |  |  |  |  |  |  |  |  |  |  |  |
|  | 1. Skënder Zogu         |  |  |  |  |  |  |  |  |  |  |  |  |  |  |  |
|  |                         |  |  |  |  |  |  |  |  |  |  |  |  |  |  |  |
|  |                         |  |  |  |  |  |  |  |  |  |  |  |  |  |  |  |
|  | 3. Faika Minxhalliu     |  |  |  |  |  |  |  |  |  |  |  |  |  |  |  |
|  |                         |  |  |  |  |  |  |  |  |  |  |  |  |  |  |  |
|  |                         |  |  |  |  |  |  |  |  |  |  |  |  |  |  |  |